# Serguei Bondartxuk
Serguei Fiódorovitx Bondartxuk (en rus: Серге́й Фёдорович Бондарчу́к; en ucraïnès: Сергі́й Фе́дорович Бондарчу́к, Serhí Fèdorovitx Bondartxuk; conegut internacionalment com a Sergei Bondarchuk) (25 de setembre de 1920, Bilozerka, gubèrnia de Kherson – 20 d'octubre de 1994, Moscou) va ser un director de cinema, guionista i actor soviètic i rus d'origen ucraïnès.

## Vida
Nascut a Beloziorka (en ucraïnès: Belozirka), gubèrnia de Kherson (actualment Ucraïna), Serguei Bondartxuk va passar la seva infantesa a les ciutats d'Eisk i Taganrog, graduant-se a l'Escola de Taganrog Nr. 4 el 1938.
La seva primera interpretació com a actor va ser al Teatre de Taganrog el 1937. Va continuar els estudis a l'escola de teatre de Rostov del Don (1938-1942) incorporar-se després a l'Exèrcit Roig, del qual en va ser dispensat el 1946. Va prossegir els seus estudis a l'Escola de Cinema de Moscou, on va conèixer directors com Serguei Gueràssimov i Tamara Makàrova.
El 1948 Bondartxuk va debutar com a actor de cinema amb la pel·lícula La jove guàrdia (Молодая гвардия, Molodaia gvardia), de Gueràssimov.
El 1952 Bondartxuk va obtenir el premi a la millor interpretació masculina del Festival Internacional de Cinema de Karlovy Vary pel seu paper a Taràs Xevtxenko, una pel·lícula del cineasta Ígor Sàvtxenko sobre la vida del poeta i humanista ucraïnès Taràs Xevtxenko.
A l'edat de 32 anys Bondartxuk va esdevenir l'actor soviètic més jove en rebre la condecoració Artista del Poble de l'URSS.
El 1955, Bondartxuk va obtenir el paper principal de la pel·lícula Otel·lo de Serguei Iutkevitx i en els treballs de rodatge va conèixer a l'actriu Irina Skóbtseva, amb la qual es casaria quatre anys més tard, després d'haver posat fi al seu primer matrimoni amb Inna Makàrova, amb la qual va tenir una filla, Natàlia Bondartxuk.
El 1959, Bondartxuk va debutar com a director de cinema amb la pel·lícula El destí d'un home (Судьба человека), basada en l'obra homònima del Nobel Mikhaïl Xólokhov. La pel·lícula va obtenir el Gran Premi del Festival Internacional de Cinema de Moscou.
El seu segon treball com a director va ser l'exuberant pel·lícula Guerra i pau, amb gairebé 8 hores de durada dividides en quatre parts. Basada en la novel·la homònima de Lev Tolstoi, la mega producció va aportar novament a Bondartxuk el Gran Premi del Festival Internacional de Cinema de Moscou, així com l'Oscar a la millor pel·lícula de parla no anglesa. Tant en El destí d'un home com en Guerra i pau, Bondartxuk apareix com a actor.
El 1970 el director soviètic va filmar a Itàlia Waterloo, una producció italiano-soviètica que va fracassar comercialment malgrat les seves remacables escenes de l'èpica batalla.
Entre 1981 i 1983 Bondartxuk va filmar la sèrie Campanes roges (en rus: Красные колокола), formada per dos parts: Mèxic en flames (Мексика в огне) i Vaig veure néixer un nou món (Я видел рождение нового мира). La sèrie està basada en les memòries del periodista estatunidenc John Reed i es caracteritza per les seves dinàmiques escenes mostrant multituds. El 1982 Mèxic en flames va obtenir el Gran Premi del Festival Internacional de Karlovy Vary.
El 1986, la pel·lícula Borís Godunov va ser presentada al Festival de Canes.
La darrera pel·lícula de Bondartxuk va ser una èpica versió del clàssic El Don de plàcides aigües, de Mikhaïl Xólokhov, amb Rupert Everett com a protagonista. Malgrat haver sigut filmada entre 1992-1993, la pel·lícula no va ser estrenada fins dos anys després de la defunció del director el 2004, d'un atac de cor, a causa de disputes sobre la producció.
Bondartxuk és considerat com un dels directors soviètics més importants. Va ser enterrat al cementiri de Novodévitxi de Moscou.
La seva filla Natàlia Bondartxuk és recordada pel seu paper a la pel·lícula Solaris d'Andrei Tarkovski, mentre que el seu fill Fiódor Bondartxuk és un popular actor i director rus, conegut sobretot per la pel·lícula La novena companyia (9 рота, 2005).
El 2007 la seva ex-esposa Inna Makàrova va inaugurar una estàtua de bronze de Serguei Bondartxuk al seu poble natal d'Eisk.

## Filmografia (selecció)

### Actor
- La guàrida jove (Молодая гвардия), (1948)
- Mitxurin (Мичурин), (1948)
- El cavaller de l'estrella d'or (Кавалер Золотой Звезды), (1950)
- Taras Shevtxenko (Тарас Шевченко), (1952) (Bondartxuk va guanyar el permi Artista del Poble de l'URSS)
- Admirall Uxakov (Адмирал Ушаков), (1953)
- Els vaixells batió d'assalt (Корабли штурмуют бастионы), (1953)
- Història inacabada (Неоконченная повесть), (1955)
- Otel·lo (Отелло), (1955)
- El destí d'un home (Судьба человека), (1959) (Bondartxuk va guanar el Grand Prix del Festival Internacional de Cinema de Moscou)
- De nit, a Roma (1960)
- Guerra i pau (Война и мир), (1961-1968)
- La batalla del Neretva (Битва на Неретве), (1969)
- Van lluitar per la seva pàtria (Они сражались за Родину), (1975)
- L'escaló (Степь), (1977)
- Boris Godunov (Борис Годунов), (1986)

### Director
- El destí d'un home (Судьба человека), (1959)
- Guerra i pau (Война и мир), (1968)
- Waterloo (Ватерлоо), (1970)
- Van lluitar per la seva pàtria (Они сражались за Родину), (1975)
- L'escaló (Степь), (1977)
- Campanes roges. Mèxic en flames (Красные колокола. Фильм 1. Мексика в огне), (1982)
- Campanes roges. Vaig veure néixer un nou món (Красные колокола. Фильм 2. Я видел рождение нового мира), (1983)
- Boris Godunov (Борис Годунов), (1986)
- El Don de plàcides aigües (Тихий Дон), (2006)

## Condecoracions i premis
- Heroi del Treball Socialista
- Orde de Lenin (2)
- Orde de la Revolució d'Octubre
- Orde de la Guerra Patriòtica de 2a classe
- Orde de la Bandera Roja del Treball
- Artista del Poble de l'URSS (arts escèniques) (1952)
- Premi Stalin (1952)
- Premi Lenin (1959)
- Premi Estatal de l'URSS (1984)
- Premi Estatal de la RSFS de Rússia germans Vasiliev (1977)
- Premi Nacional d'Ucraïna (1982)